# Thesium laetum
Thesium laetum är en sandelträdsväxtart som beskrevs av Robyns & Lawalree. Thesium laetum ingår i släktet spindelörter, och familjen sandelträdsväxter. Inga underarter finns listade i Catalogue of Life.